# Forcipomyia tumulus
Forcipomyia tumulus är en tvåvingeart som beskrevs av Debenham 1987. Forcipomyia tumulus ingår i släktet Forcipomyia och familjen svidknott. Inga underarter finns listade i Catalogue of Life.